# Wilki morskie
Wilki morskie (fr. Les Tribulations du Cabotin, ang. Sea Dogs, 1995) – francusko-kanadyjski serial animowany, zrealizowany przy współpracy z CinéGroupe, France 2, Canal J oraz Cinar Production Inc. 

## Fabuła
Serial opowiada o piątce marynarzy, którzy okrążają ziemię dookoła. Widz zwiedzi m.in. Chiny, Amazonkę, Biegun Północny, Atlantyk i Wyspy Polinezji.

## Emisja w Polsce
Serial liczy 13 odcinków. Był emitowany na HBO w latach 1996-1997. W późniejszym czasie był emitowany na TVP2 od 10 lutego 1998 do 05 maja tego samego roku o godzinie 10:30, na TV Polonia od 01 czerwca 1998 i emitowany do 24 sierpnia tego samego roku o godzinie 7:30 i od 22 kwietnia 2002 do 15 lipca tego samego roku o godzinie 9:20 oraz o godzinie 11:00 oraz na RTL7 w roku 2001, w bloku Odjazdowe kreskówki. Również został wydany przez Eurocom pod tytułem Załoga Kapitana Leo (odcinki 1-4), oraz Tajemniczy Rejs(odcinki 5,7-8 i 11)

## Polski Dubbing
Opracowanie wersji polskiej: Eurocom
Reżyseria: Jerzy Dominik
Dialogi:
- Dariusz Dunowski (odc. 1, 5),
- Maria Utecht (odc. 2-4, 7-8, 11)

Dźwięk i montaż:
- Maciej Kręciejewski (odc. 1, 11),
- Jacek Osławski (odc. 2-5, 7-8)

Kierownik produkcji: Marzena Wiśniewska
Udział wzięli:
- Lucyna Malec – Tim
- Jacek Czyż – Kapitan Leo
- Andrzej Gawroński – Chico
- Mariusz Leszczyński – Pat
- Wojciech Machnicki – Rocky
- Mieczysław Morański
  - Rozbitek (odc. 1, 11)
  - Czao Tang (odc. 2)
  - Przywódca Dziguasków (odc. 3)
  - Doktor Merdel (odc. 7)
  - Wiktorio Misteriozo (odc. 8)
  - Jeden z pomocników Synaka (odc. 8)
- Marcin Sosnowski –
  - Olaf, kapitan złych wilków (odc. 1),
  - Szef straży przybrzeżnej (odc. 2)
  - Pies grający w kości (odc. 3)
  - Molos (odc. 5, 11)
- Roman Szafrański – Cynek (Sydney) (odc. 1)
- Jerzy Dominik – 
  - Wilki (odc. 1,7)
  - Porucznik Mambojerry (odc. 2)
  - Jeden z pomocników Synaka (odc. 8)
- Włodzimierz Press – Czcigodny Pan Li (odc. 2)
- Jerzy Mazur – 
  - Przedstawiciel Pana Li (odc. 2)
  - Jeden z pomocników Synaka (odc. 8)
- Krzysztof Krupiński – 
  - Foxy  (odc. 3)
  - Cynek (Sydney) (odc. 4, 7)
- Janusz Bukowski – Olaf, kapitan złych wilków (odc. 4, 7),
- Ryszard Nawrocki – 
  - Doktor Huskito (odc. 4)
  - Doktor Carlos (odc. 5, 11)
  - Wielki Synak (odc. 8)
- Miriam Aleksandrowicz – Matylda (odc. 7)
- Anna Apostolakis – 
  - Kapłanka Iris (odc. 8)
  - Matylda (odc. 11)

i inni
Piosenkę z tekstem: Dariusza Dunowskiego śpiewali: Lucyna Malec, Wojciech Machnicki, Andrzej Gawroński, Jacek Czyż
Kierownictwo muzyczne: Marek Klimczuk
Lektor:
- Jerzy Dominik
- Zdzisław Szczotkowski (odc. 1)

## Spis odcinków
| N/o | Polski tytuł                   | Angielski tytuł              |
| --- | ------------------------------ | ---------------------------- |
|     |                                |                              |
| 01  | Tajemnicza wyspa               | Mystery Island               |
|     |                                |                              |
| 02  | Przemytnicy                    | The Smuggler's Loot          |
|     |                                |                              |
| 03  | Nawiedzone jezioro             | The Haunted Lake             |
|     |                                |                              |
| 04  | W okopach lodu                 | Trapped in Ice               |
|     |                                |                              |
| 05  | Wyspa potwora                  | Monster Island               |
|     |                                |                              |
| 06  | Skarb w Santa Canina           | The Treasure of Santa Canina |
|     |                                |                              |
| 07  | Turbo torpedy                  | Turbo Torpedoes              |
|     |                                |                              |
| 08  | Niezwykła wyprawa              | The Mystery Cruise           |
|     |                                |                              |
| 09  | Świątynia Tyrapatoun           | The Temple of Tyrapatoun     |
|     |                                |                              |
| 10  | Przygoda na równiku            | Fear on the Equator          |
|     |                                |                              |
| 11  | Pchły doktora Carlosa          | The Shipwrecked Sailor       |
|     |                                |                              |
| 12  | Ostatnia podróż kapitana Kroca | The Swashbuckling Pirate     |
|     |                                |                              |
| 13  | Syreni śpiew                   | The Siren's Song             |